# زنان در روزنامه‌نگاری

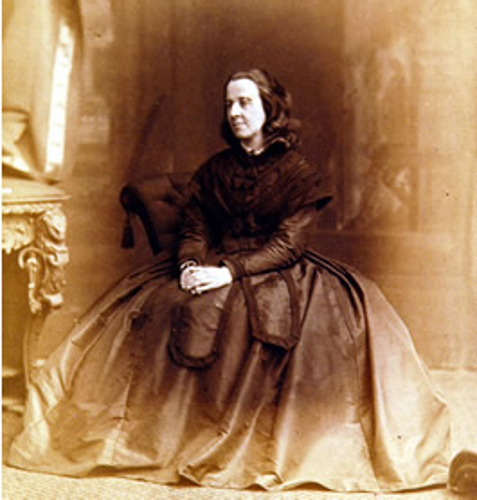
Bessie Rayner Parkes روزنامه نگار انگلیسی در سال ۱۹۰۰

زنان در روزنامه‌نگاری افرادی هستند که در روزنامه‌نگاری شرکت می‌کنند. وقتی روزنامه‌نگاری به یک حرفه تبدیل شد، دسترسی به مشاغل روزنامه‌نگاری توسط زنان محدود شد و در این حرفه با تبعیض قابل توجهی روبرو شدند. با این وجود، زنان حتی قبل از دهه ۱۸۹۰ در بعضی از کشورها تا قرن ۱۸ به عنوان سردبیر، گزارشگر، تحلیل گر ورزش و روزنامه‌نگار فعالیت می‌کردند.